# Москаленко, Виктор Петрович (футболист)
Виктор Петрович Москаленко (9 мая 1947, Шахты — 3 мая 2018, Шахты) — советский футболист, полузащитник. Российский тренер.
С десяти лет — игрок сборной Шахт. Играл в третьей по силе лиге СССР за «Шахтёр» Шахты (1965—1967, 1968), «Машук» Пятигорск (1970—1971, 1972—1973, 1975—1977), «Волгарь» Астрахань (1978—1979) и во второй за «Ростсельмаш» Ростов-на-Дону (1967—1969), «Спартак» Нальчик (1974—1975). Во второй половине сезона-71 сыграл 9 матчей в высшей лиге в составе «Нефтчи» Баку.
Атакующий полузащитник, отличался закрученными ударами с угловых, эффектными штрафными, стремительными фланговыми проходами.
С 1996 года работал тренером в ДСШ Пятигорска. Команда юношей 1986 г. р. под его руководством стала победителем первенства Ставропольского края 2003 года. Работал тренером в «Шахтёре» Шахты.
Скончался в начале мая 2018 года.